# Kabinet-Santokhi
Het kabinet-Santokhi was van 2020 tot 2025 een Surinaams kabinet onder leiding van president Chan Santokhi (VHP). Hij kreeg op 16 juli 2020 de macht overgedragen door zijn voorganger Desi Bouterse (NDP) en beëdigde nog dezelfde dag zijn kabinet. De vicepresident was Ronnie Brunswijk (ABOP) en de plaatsvervangende vicepresidenten waren Albert Ramdin (VHP) en Marie Levens (NPS).
Na de verkiezingen van 2020 kwamen op 30 mei vier partijen hun samenwerking overeen. Het kabinet werd op dat moment gevormd door de Vooruitstrevende Hervormings Partij (VHP, 20 zetels), Algemene Bevrijdings- en Ontwikkelingspartij (ABOP, 9 zetels), Nationale Partij Suriname (NPS, 3 zetels) en Pertjajah Luhur (PL, 1 zetel). Zij hadden bij elkaar 33 (65%) van de 51 zetels in het parlement. 
Van 18 en 19 juli 2020 trok het nieuwe regeerteam zich terug voor een teambuildingweekend in het Courtyard bij het Marriott Hotel.
Op 15 februari 2023 stapte de NPS uit de coalitie. Volgens partijvoorzitter Gregory Rusland zou zijn partij geen wezenlijke bijdrage invloed hebben op het beleid van de regering. De ministers Marie Levens (OWC) en Silvano Tjong Ahin (ROM) traden af.
Op 1 mei 2025 stapte de PL uit de coalitie. Eind 2024 was de spanning tussen de ABOP en de PL te snijden, nadat Bronto Somohardjo (PL) zijn functie neerlegde. Hij werd opgevolgd door Delano Landvreugd (ABOP). Brunswijk ging niet akkoord om dit te compenseren met twee onderministers voor de PL. In DNA ging het enig gekozen PL-lid, Evert Karto, als eenmansfractie verder.
Na de Surinaamse parlementsverkiezingen van 2025 werd het Kabinet-Santokhi opgevolgd door het Kabinet-Simons.

## Economie

### Start met eenjunk-status
De verkiezing van Chan Santokhi en Ronnie Brunswijk tot president en vicepresident door De Nationale Assemblée vond op 13 juli plaats. Op deze dag en de dag erna bleek dat het vorige kabinet de Surinaamse economie naar de financiële afgrond had gebracht met in diezelfde dagen kredietbeoordelingen van zowel Fitch Ratings en Standard & Poor's voor Suriname als 'in default'. Dit is de laagste rating-score die ook wel als de laatste stap voor een faillissement van een land wordt gezien. Binnen een maand was de inflatie op een niveau van 35% op jaarbasis beland.
De Surinaamse dollar had nog de helft van de waarde van dat aan in het laatste deel van de regering-Bouterse II. In oktober 2020 werd bekend dat Suriname niet aan zijn betalingsverplichtingen kon voldoen en schuldeisers om uitstel van betaling had gevraagd. Er moest op korte termijn 26 miljoen dollar aan rente worden betaald, maar het geld daarvoor ontbrak. Het economisch en financieel wanbeleid van het vorige kabinet was een reden, maar ook de coronapandemie. Voor het jaar 2020 werd er een begrotingstekort verwacht van zo'n 20% van het bbp. In mei 2021 bereikten Suriname en het IMF overeenstemming over het doorvoeren van 34 maatregelen om de economie te saneren.
Er kwamen tal van malversaties en mismanagement van de vorige regering naar boven, waaronder dat Gillmore Hoefdraad en Desi Bouterse, de vorige leiders van de CBvS en van het land, hadden verboden om jaarverslagen van de CBvS te publiceren. Uiteindelijk werden de jaarverslagen van 2016 tot en met 2018 door het kabinet-Santokhi gepubliceerd in januari 2022.
Begin 2021 werden jarenlange gevangenisstraffen uitgesproken tegen Hoefdraad (in hoger beroep, bij verstek), en in eerste aanleg tegen Van Trikt, diens zakenpartner Ashween Angnoe, ex-SPSB-directeur Ginmardo Kromosoeto en ex-directeur Legal, Compliance & International Affairs van de CBvS Faranaaz Alibaks-Hausil.

### Wereldbank en IMF
In mei 2021 kreeg Suriname van de Wereldbank een krediet van 23 miljoen US$ toegekend voor het Competitiveness and Sector Diversification Project. Deze is bedoeld om concurrentiepositie te versterken door investeringen in innovatie, upgrading en vrouwenparticipatie. Tussen april 2020 en 2021 stegen de prijzen in Suriname met 44,4% en in geheel 2021 met 63,3%.
Medio december 2021 gingen China en India als schuldeisers akkoord met het voorstel van het Internationaal Monetair Fonds, wat de weg opende naar de herschikking van de schuld van 4 miljard USD voor een hulppakket van 690 miljoen USD. De goedkeuring van het IMF kwam anderhalve week later en nog voor Kerst werd de eerste tranche van 55 miljoen USD overgemaakt. Het krediet wordt verstrekt tegen 1% rente en is erop gericht Suriname economisch gezond en stabiel te maken. Voor de berekening van de inflatie in Zuid-Amerika over 2021 liet de Economische Commissie voor Latijns-Amerika en de Caraïben (ECLAC) vier landen, waaronder Suriname (60,6%), buiten de berekeningen omdat de inflatie daar te hoog was ten opzichte van de rest van de landen.

### Tweede Helft Actieplan
Eind juli 2023 werd in de Raad van Ministersvergadering de Tweede Helft Actieplan goedgekeurd. In de vergadering werd gevraagd of de ministers het plan konden uitvoeren. Ook werd aangekondigd om een monitoringscommissie in te stellen met leden uit de gemeenschap. Tijdens zijn jaarrede in september 2023 gaf Santokhi toe dat hij te optimistisch is geweest over het tempo waarin hij dacht hoe ze "fundamenteel ontspoorde zaken, weer op spoor konden zetten. Misschien ben ik ook te optimistisch geweest over de slagkracht van onze coalitie."

### Protest van 17 februari 2023

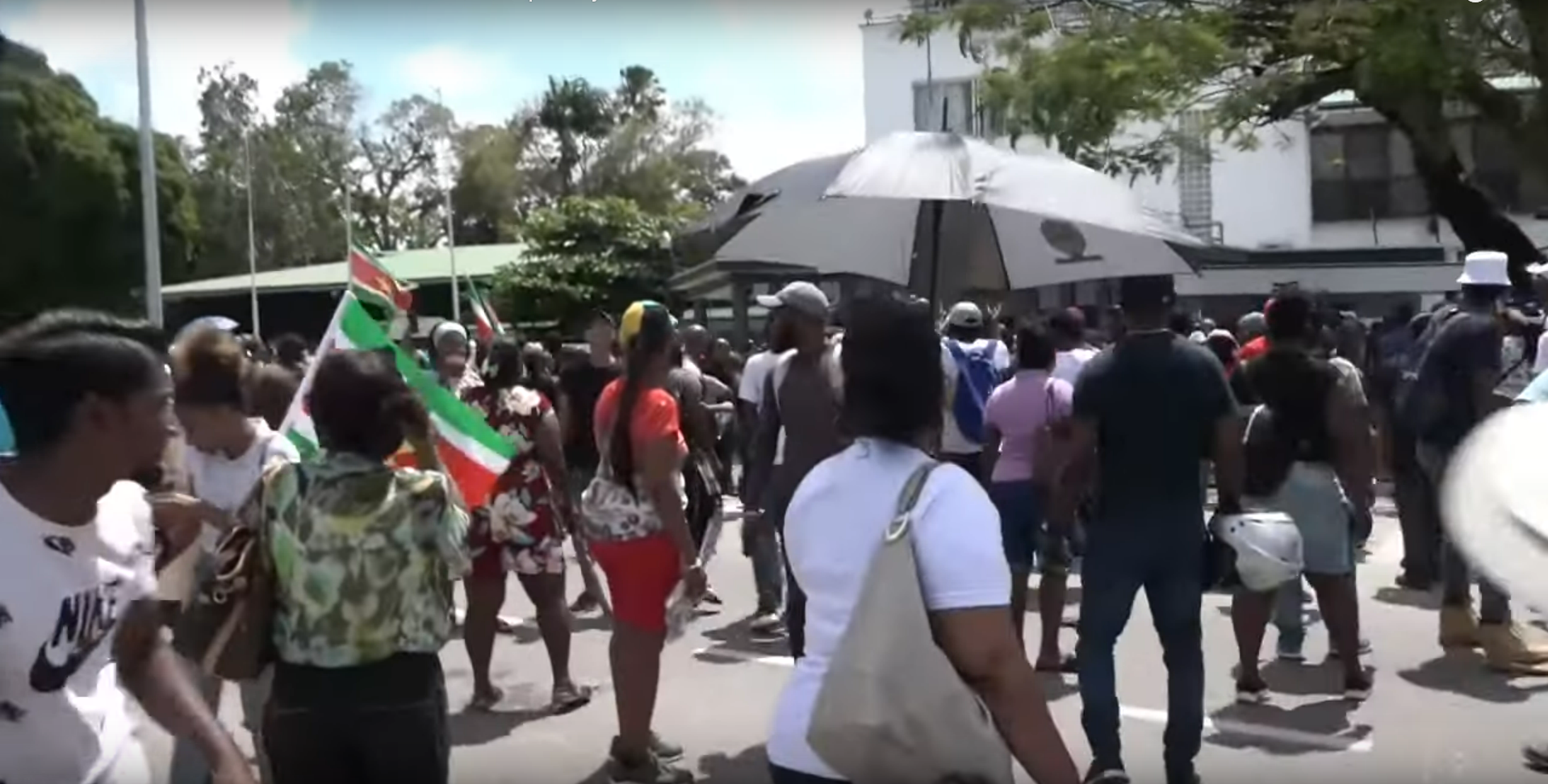
Menigte richt woede op het gebouw van DNA

Op 17 februari 2023 organiseerde Stephano Biervliet een demonstratie op het Onafhankelijkheidsplein onder de naam Alles plat, waarvoor hij ook de vakbonden en het bedrijfsleven opriep om mee te doen. Aan het protest namen duizenden mensen deel. Op social media bleek van tevoren dat ook herrieschoppers op het protest af zouden komen. De demonstratie liep uit de hand toen demonstranten over de hekken van het parlementsgebouw klommen en flessen en bloempotten naar het gebouw gooiden. Ramen sneuvelden, de lobby werd vernield en er brak brand uit. De rellen spreidden zich uit over de stad en er vielen meer dan twintig gewonden. De Suriname Times Mall werd zwaar getroffen door plunderingen.
President Santokhi, de rest van de regering en andere politici keurden de rellen en plunderingen sterk af. Santokhi zette een taakgroep op om relschoppers op te sporen. Hij legde aanvankelijk de nadruk op "het beschermen van de samenleving, de rechtsstaat en de democratie." Als reactie hierop kreeg hij de kritiek dat de regering de oorzaken erachter zou negeren. In een latere toespraak pleitte hij voor een zo snel mogelijke normalisering van de economie en kondigde hij aan in gesprek te gaan met belangengroepen. Hij startte zijn gesprekken op 26 februari 2023 onder de noemer nationale dialoog. Hij kondigde eind maart in De Nationale Assemblée aan met een eindverslag van de gesprekken te zullen komen. Ook kondigde hij een gestructureerde en geïnstitutionaliseerde nationale dialoog met de samenleving aan.

## Samenstelling

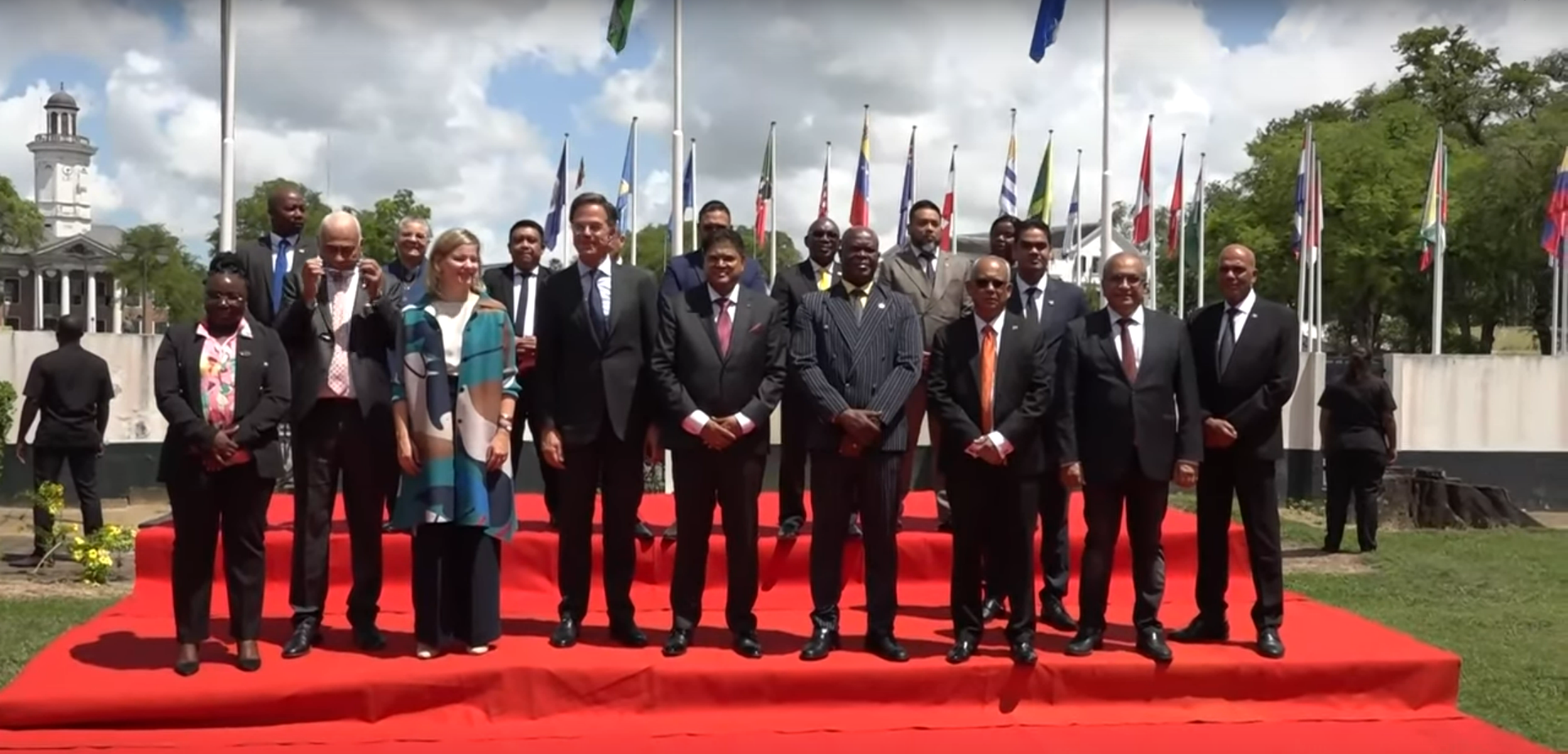
Groepsfoto met premier Mark Rutte en minister Liesje Schreinemacher uit Nederland in 2022

Op 14 juli 2020 maakte Ronnie Brunswijk de volgende namen van de aantredende ministers bekend. Twee dagen later werden de ministersploeg beëdigd. Van de zeventien ministeries worden er 8 ingevuld door de VHP, 5 door de ABOP, 2 door de NPS en eveneens 2 door de PL.
President Santokhi verklaarde in februari 2022 dat hij de NPS erbij wilde hebben. Brunswijk zou hier alleen in mee hebben willen gaan, als de NPS posten zou bekleden van de VHP, wat vervolgens bij de formatie zo geschiedde.
In de eerste helft van 2023 werd er maanden lang gesproken over een reshuffling van het kabinet. Vicepresident Brunswijk had hiervoor rond 20 juli zijn lijst met namen klaar. Eind juli kwamen Santokhi en Brunswijk echter overeen om de ministersploeg nog een kans te geven en het Tweede Helft Actieplan uit te voeren.
| Ministerie | Ministerie                                                                 | Minister              | Partij | Periode      | Periode      | opmerking                                                     |
| ---------- | -------------------------------------------------------------------------- | --------------------- | ------ | ------------ | ------------ | ------------------------------------------------------------- |
| 1          | Buitenlandse Zaken, Internationale Business en Internationale Samenwerking | Albert Ramdin         | VHP    | 16 juli 2020 | 16 juli 2025 | 1e plv. vicepresident                                         |
| 2          | Financiën en Planning                                                      | Armand Achaibersing   | VHP    | 16 juli 2020 | 2022         |                                                               |
| 2          | Financiën en Planning                                                      | Stanley Raghoebarsing | VHP    | 2022         | 16 juli 2025 |                                                               |
| 3          | Volksgezondheid                                                            | Amar Ramadhin         | VHP    | 16 juli 2020 | 16 juli 2025 |                                                               |
| 4          | Arbeid, Werkgelegenheid en Jeugdzaken                                      | Rishma Kuldipsingh    | VHP    | 16 juli 2020 | 2022         |                                                               |
| 4          | Arbeid, Werkgelegenheid en Jeugdzaken                                      | Steven Mac Andrew     | VHP    | 2022         | 16 juli 2025 |                                                               |
| 5          | Defensie                                                                   | Krishna Mathoera      | VHP    | 16 juli 2020 | 16 juli 2025 |                                                               |
| 6          | Openbare Werken                                                            | Riad Nurmohamed       | VHP    | 16 juli 2020 | 16 juli 2025 |                                                               |
| 7          | Landbouw, Veeteelt en Visserij                                             | Prahlad Sewdien       | VHP    | 16 juli 2020 | 16 juli 2025 |                                                               |
| 8          | Economische Zaken, Ondernemerschap en Technologische Innovatie             | Saskia Walden         | VHP    | 16 juli 2020 | 2022         |                                                               |
| 8          | Economische Zaken, Ondernemerschap en Technologische Innovatie             | Rishma Kuldipsingh    | VHP    | 2022         | 16 juli 2025 |                                                               |
| 9          | Natuurlijke Hulpbronnen                                                    | David Abiamofo        | ABOP   | 16 juli 2020 | 16 juli 2025 |                                                               |
| 10         | Justitie en Politie                                                        | Kenneth Amoksi        | ABOP   | 16 juli 2020 | 16 juli 2025 |                                                               |
| 11         | Regionale Ontwikkeling en Sport                                            | Gracia Emanuël        | ABOP   | 16 juli 2020 | 16 juli 2025 |                                                               |
| 12         | Grondbeleid en Bosbeheer                                                   | Diana Pokie           | ABOP   | 16 juli 2020 | 2021         |                                                               |
| 12         | Grondbeleid en Bosbeheer                                                   | Dinotha Vorswijk      | ABOP   | 2021         | 16 juli 2025 | Sieuw Ramsukul (VHP) onderminister sinds 1 december 2024      |
| 13         | Transport, Communicatie en Toerisme                                        | Albert Jubithana      | ABOP   | 16 juli 2020 | 2023         |                                                               |
| 13         | Transport, Communicatie en Toerisme                                        | Uraiqit Ramsaran      | PL     | 2023         | 16 juli 2025 |                                                               |
| 14         | Onderwijs, Wetenschap en Cultuur                                           | Marie Levens          | NPS    | 16 juli 2020 | 2023         | 2e plv. vicepresident                                         |
| 14         | Onderwijs, Wetenschap en Cultuur                                           | Henry Ori             | VHP    | 2023         | 16 juli 2025 | Geneviévre Jordan (ABOP) onderminister sinds 30 december 2024 |
| 15         | Ruimtelijke Ordening en Milieu                                             | Silvano Tjong Ahin    | NPS    | 16 juli 2020 | 2023         |                                                               |
| 15         | Ruimtelijke Ordening en Milieu                                             | Marciano Dasai        | VHP    | 2023         | 16 juli 2025 |                                                               |
| 16         | Binnenlandse Zaken                                                         | Bronto Somohardjo     | PL     | 16 juli 2020 | 2024         |                                                               |
| 16         | Binnenlandse Zaken                                                         | Delano Landvreugd     | ABOP   | 2024         | 16 juli 2025 | Maurits Hassankhan (VHP) onderminister sinds 1 december 2024  |
| 17         | Sociale Zaken en Volkshuisvesting                                          | Uraiqit Ramsaran      | PL     | 16 juli 2020 | 2023         |                                                               |
| 17         | Sociale Zaken en Volkshuisvesting                                          | Ines Pané             | ABOP   | 2023         | 16 juli 2025 |                                                               |

## Trivia
De maandag na het aantreden, op 20 juli, trad president Santokhi in het huwelijk met Melissa Seenacherry. De geruchten deden hier toen al enige tijd de ronde.